# Mimizuka
Mimizuka (jap. 耳塚; dosłownie "Kopiec Uszu"), pierwotnie Hanazuka (jap. 鼻塚; dosł. "Kopiec Nosów") – kopiec grobowy, w którym pochowane są nosy odcięte Koreańczykom podczas japońskiej inwazji na Koreę w XVI wieku. Kopiec znajduje się w Kioto, obok chramu Toyokuni, poświęconego pamięci Hideyoshi Toyotomiego, na którego polecenie inwazja ta się rozpoczęła. Ma około 10 m wysokości. Został poświęcony 18 września 1597.

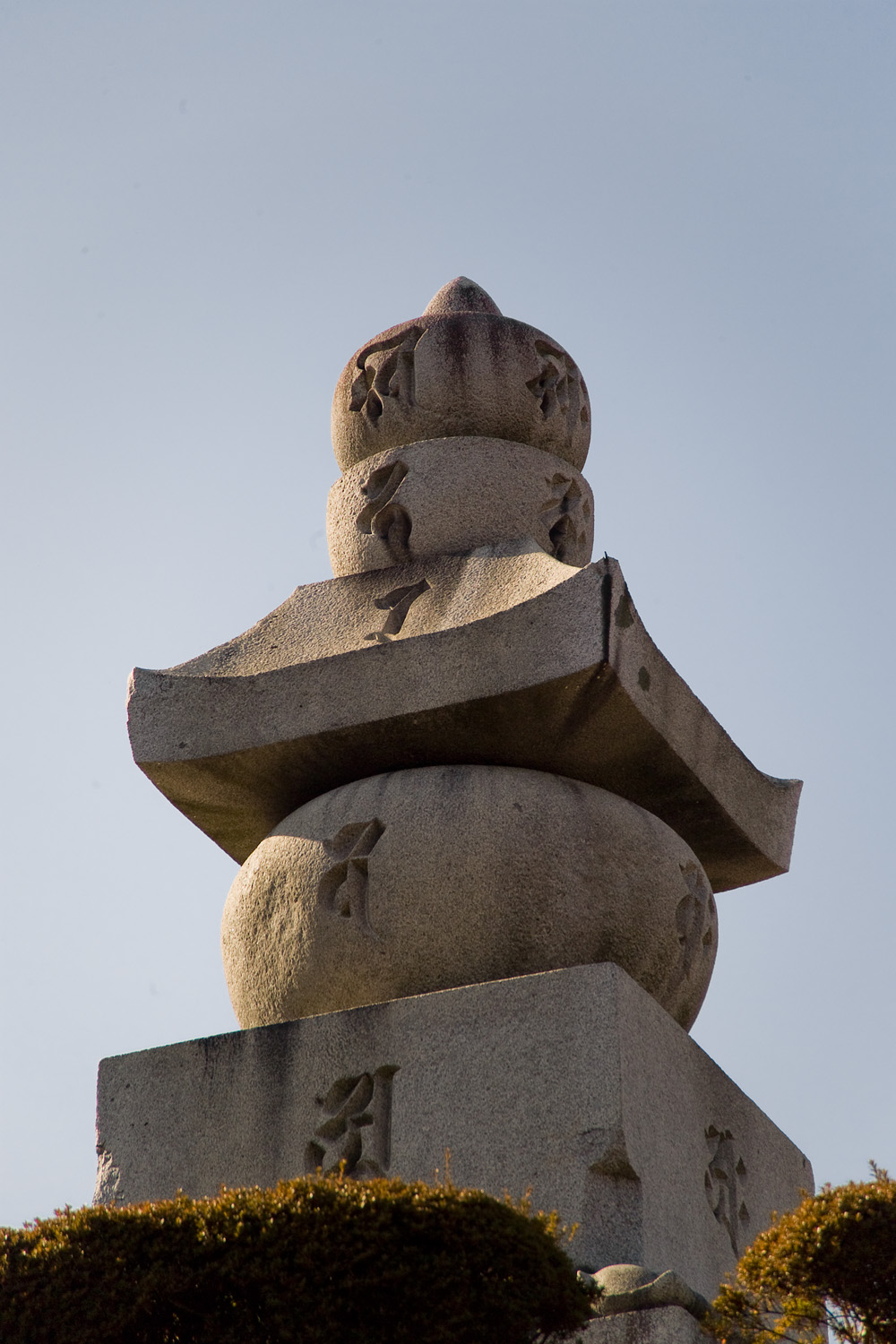
Pomnik na szczycie "Kopca Uszu" (pierwotnie "Nosów")

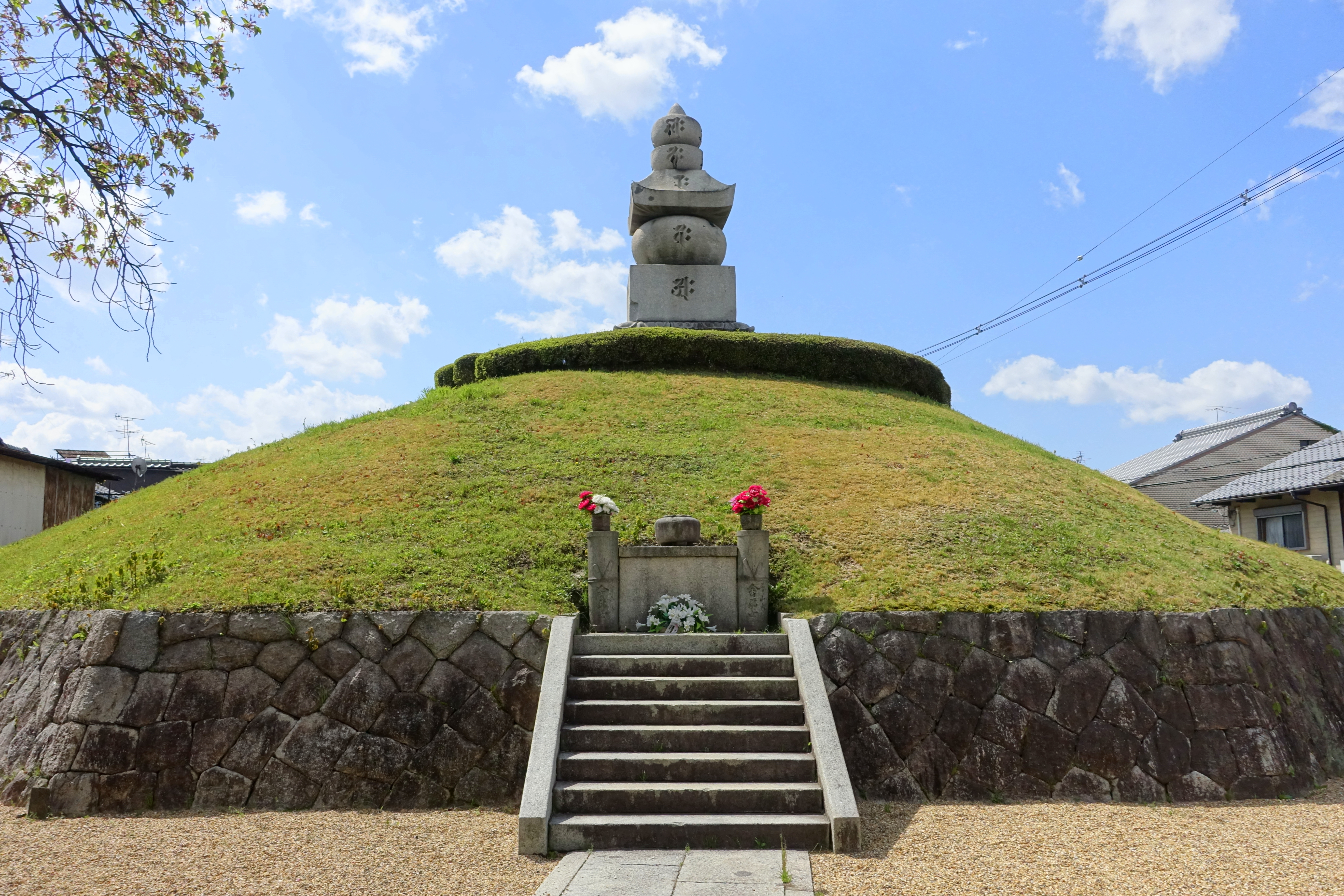
Widok na kopiec

Japońscy samurajowie, dla udowodnienia swoich osiągnięć wojennych, mieli zwyczaj zbierania głów zabitych przez siebie wrogów. Często wodzowie nagradzali wojowników od ilości przyniesionych głów. Zwyczaj ten był powszechnie kultywowany także w czasie wojny w Korei i nawet podczas zaciętych bitew wojownicy konkurowali ze sobą, o to kto zabierze głowę poległego. Po zdobyciu Namwon Japończycy zebrali 3762 głowy mieszkańców i obrońców miasta.
Hideyoshi Toyotomi żądał dowodów zwycięstw swoich wojowników w postaci obciętych nosów (transport całych głów był niepraktyczny), dlatego nosy poległych w Namwon odcięto, zakonserwowano w soli i zapakowano w baryłki. Każda była starannie zarejestrowana i opisana przez urzędników państwowych, przed wysłaniem do Japonii. Samurajowie metodycznie wyniszczali całe wsie, zabijając zarówno żołnierzy, jak i chłopów, starannie kolekcjonując ich nosy – nie mniej, niż 10 tys. w ciągu 10 dni po upadku Namwon. Podobnie, po wygranej bitwie pod Sacheon, 30 tys. chińskich żołnierzy zostało pochowanych w wielkim kopcu na polu bitwy, ale ich zasolone nosy przesłano Hideyoshiemu.
Łącznie 214 752 nosy Koreańczyków (żołnierzy, kobiet i dzieci, w tym noworodków) i Chińczyków zostało wysłanych do Japonii. Większość została wyrzucona po przeliczeniu, ale część została pochowana w kilku „grobowcach” lub „kopcach nosów”. Jeden z nich znajduje się niedaleko Bizen. Około 38 tys. nosów pogrzebanych jest w Mimizuka.
W Japonii kopiec nie jest szczególnie znany, do niedawna nie wspominały o nim szkolne podręczniki. Autorów pierwszego podręcznika, który mówił o Mimizuce, Ministerstwo Edukacji skłoniło do złagodzenia „nazbyt drastycznego” opisu i zaznaczenia, że Hideyoshi Toyotomi nakazał upamiętnić zmarłych, budując kopiec (Toyotomi jest w Japonii czczony jako kami, bohater narodowy i jeden ze zjednoczycieli kraju). W Korei pamięć o kopcach nosów jest żywa i pojawiały się głosy żądające zrównania grobowca z ziemią, ale także zachowania go, jako pamiątki japońskich okrucieństw.